# Rue Louis-Massé
La rue Louis-Massé (en occitan : carrièra Louis Massé) est une voie de Toulouse, chef-lieu de la région Occitanie, dans le Midi de la France.

## Situation et accès

### Description
La rue Louis-Massé est une voie publique. Elle se trouve au cœur du quartier Bonnefoy.
La chaussée compte une voie de circulation dans chaque sens. Elle appartient à une zone 30 et la circulation y est limitée à 30 km/h. Il n'existe en revanche ni piste, ni bande cyclable.

### Voies rencontrées
La rue Louis-Massé rencontre les voies suivantes, dans l'ordre des numéros croissants (« g » indique que la rue se situe à gauche, « d » à droite) :
1. Rue du Faubourg-Bonnefoy
2. Place Béteille (d)
3. Rue de Naples (g)
4. Chemin de Lapujade

## Odonymie
Le 12 avril 1947, le conseil municipal, dirigé par Raymond Badiou et largement issu des rangs de la Résistance, attribue à la rue le nom de Louis Massé (1927-1944). Il grandit dans le quartier de Bonnefoy – ses parents habitent une maison au no 153 rue du Faubourg-Bonnefoy. Communiste, il rejoint les Francs-tireurs et partisans (FTPF) de la 3401e compagnie de la Haute-Garonne au maquis de Betchat, en Ariège, à la limite de la Haute-Garonne. Le 27 juillet 1944, il participe à une action armée contre un train transportant des troupes allemandes à Mazères-sur-Salat sur la ligne de Saint-Girons, près de la route départementale 13 (actuelle avenue de Toulouse), mais il est tué avec deux autres maquisards, Adalbert Tamasy et Daniel Gaset.
Depuis 1864, la rue était désignée, sur la proposition de l'historien et généalogiste toulousain Alphonse Brémond, comme la rue Blanche-de-Castille, en hommage à Blanche de Castille (1188-1252), reine de France, mère du roi Louis IX (1214-1270). Elle joua un rôle de premier plan dans la négociation du traité de Meaux-Paris, imposé en 1229 au comte de Toulouse Raimond VII, mettant fin à la croisade des albigeois et préparant l'annexion progressive des possessions raimondines au domaine royal. Par ailleurs, à la même époque, une rue voisine prenait le nom de Saint-Louis, en l'honneur de son fils, canonisé en 1297.

## Patrimoine et lieux d'intérêt

### École primaire privée Sainte-Foy
L'école primaire privée Sainte-Foy regroupe des classes maternelles et élémentaires. En 1862, Philippe Ravary, curé de la paroisse de Bonnefoy, fonde une école catholique pour filles, confiée aux religieuses de la congrégation des Servantes de Marie, une congrégation féminine enseignante et hospitalière, fondée en 1842 par Élise Cestac et son frère, Louis-Édouard Cestac, vicaire de la cathédrale de Bayonne. D'abord établies aux Champs-Élysées (emplacement de l'actuel Espace Bonnefoy, no 10 rue du Faubourg-Bonnefoy), elles investissent en 1864 les nouveaux bâtiments de la rue Blanche-de-Castille (actuels no 19-21 rue Louis-Massé). Il connaît un rapide développement, comptant 400 élèves en 1888.
L'école primaire Sainte-Foy s'organise autour de plusieurs bâtiments alignés le long de la rue Louis-Massé (actuels no 19-25). 

### Immeubles et maison
- no  35 : résidence Lapujade-Bonnefoy (1960-1961)[7],[8].
- no  40 : maison toulousaine (premier quart du XXe siècle)[9].